# بين كريستال
بين كريستال (بالإنجليزية: Ben Crystal)‏ (ولد في 1977) هو كاتب، وممثل، ومنتج عرف من خلال ترويجه وتجسيده لشخصية وليام شكسبير باستعمال تجسيدات مطابقة وبالأخص النطق الأصلي.

## الخلفية والمسيرة
وُلد كريستال في أسكوت، بيركشاير، وهو ابن عالم اللغة ديفيد كريستال، ونشأ في ووكينغهام وهولهيد، شمال ويلز. حيت درس اللغة الإنجليزية واللسانيات في جامعة لانكستر بين عامي 1995 و1998، قبل تلقيه تكوينا ليصبح ممثل. تضمنت مسيرته التمثيلية ظهورًا في موسم صيف 2006 في مسرح شكسبير الجلوب.
صدر كتاب لكريستال ونشر في 2008 «شكسبير على النخب: تذوق من شاعر ملحمي». وقد شارك أيضًا في تأليف العديد من الكتب مع والده بما في ذلك كتاب «كلمات شكسبير: مععجم ومرافق للغة»، و«قاموس أكسفورد المصور لشكسبير»، وقد تم اختيار هذا الأخير لجائزة الكاتب الثتقيفي لعام 2016.

في عام 2014، توج كريستال وشركته المسرحية (شغف وممارسة) بواحدة من جوائز أول شريم الافتتاحية للابتكار في مجال المسرح التاريخي عن أعمالهم في محاكات النطق الشكسبيري الاصلي في الأداء.

## روابط خارجية
- بين كريستال على موقع IMDb (الإنجليزية)